# イオントラップ型量子コンピュータ

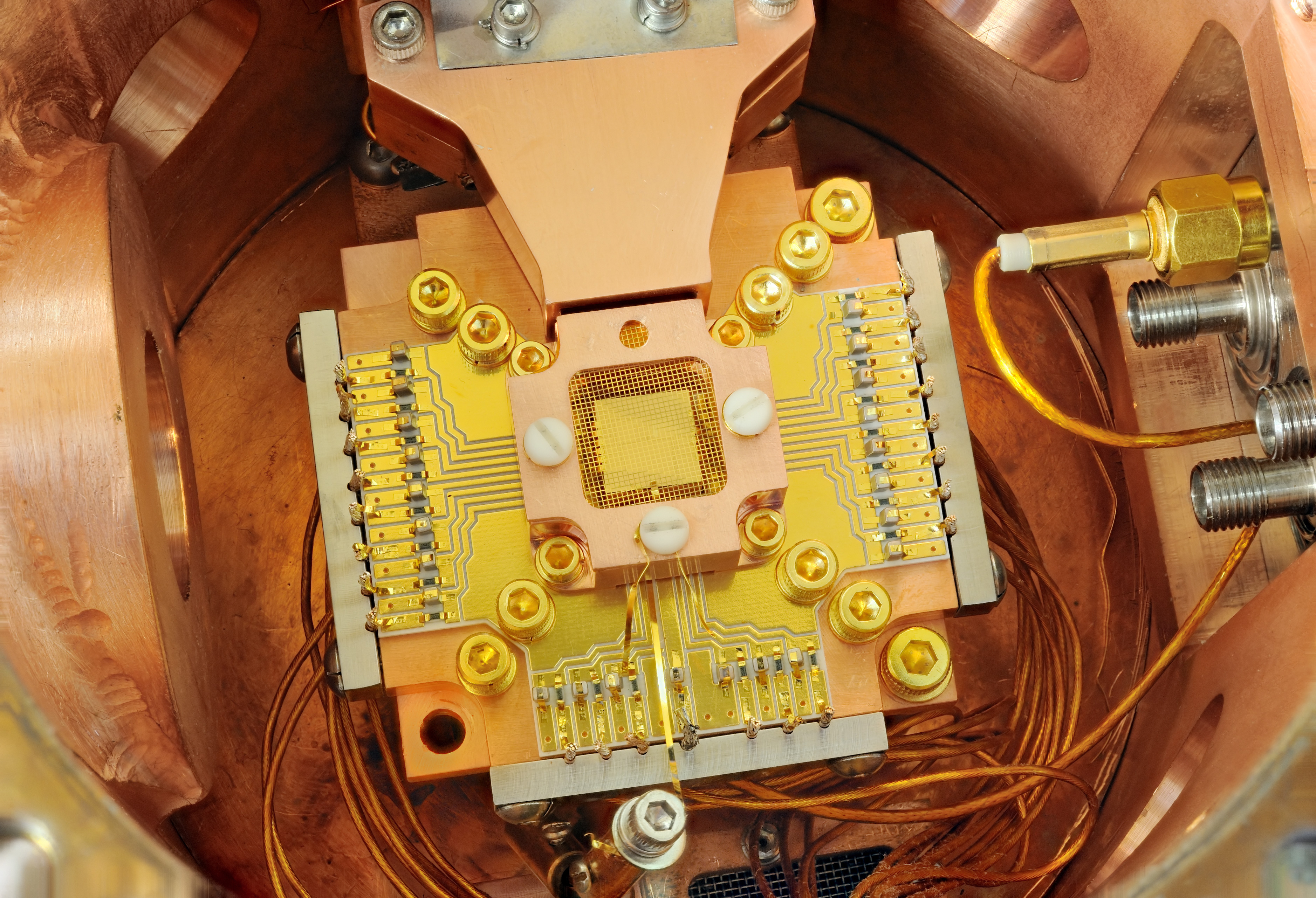
量子コンピュータ用のチップ型イオントラップ（2011年にNISTが開発）

イオントラップ型量子コンピュータ（イオントラップがたりょうしコンピュータ）は、量子情報の格納にイオントラップを利用した計算方式であり、大規模量子コンピュータの実現方法の一つ。電磁場を用いて荷電粒子（イオン）を自由空間内に閉じ込めて保持（トラップ）し、量子ビットを粒子の安定な電子的状態として格納する。一つのイオントラップで各量子ビットに対応した複数の荷電粒子をトラップでき、量子情報は各荷電粒子の集団量子化運動（クーロン力による相互作用）を介して相互に転送される。主に量子ゲートを実現する上での理由から、量子ビットの表現にイオン状態（内部スピン状態 0/1）とフォノン状態（外部運動状態 0/1）という二種類の状態表現が用いられ、必要に応じて使い分けられるという特徴がある。これらの量子状態と量子ビットの関連付け（カップリング）や、イオン状態とフォノン状態の関連付けにはレーザーが用いられる。前者は初期化・回転・測定といった単一量子ビットの操作に、後者は制御NOTゲートといった多入力量子ゲートにおける量子もつれの操作に必要である。 
イオントラップ型量子コンピュータは、現在知られているものの中では、量子コンピュータの基本演算を最も高い精度で行うことができる計算方式である。また、これを任意の数の量子ビットへとスケール（拡張）させるために有力視されている仕組みとして、複数のイオントラップ間で量子情報を転送する方法や、量子テレポーテーションを用いた光子接続ネットワークによる大規模な量子もつれ状態の構築、およびこれら二つのアイデアの組み合わせなどが開発されている。 これらの技術は、イオントラップ方式による汎用的な大規模量子コンピュータの実現を非常に現実的なものにしている。2018年4月現在、最大で20個のイオン間の量子もつれがこの方式で制御可能であることが分かっている。 

## パウルイオントラップ

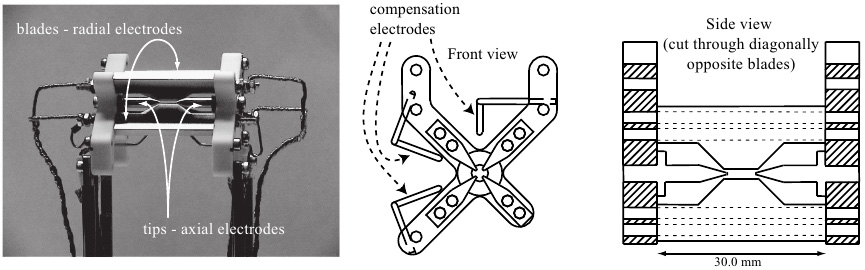
一連のカルシウムイオン用のインスブルックの古典的な線形ポールトラップ。

量子コンピュータの研究で現在広く利用されている電気力学イオントラップは、1950年代にウォルフガング・パウルが発明した。（パウルはこの貢献により、1989年にノーベル賞を受賞している。）本来、荷電粒子はアーンショーの定理があるため、静電力だけでは三次元空間上に保持することができない。 しかし、無線周波数（RF）で振動する電界を印加すると同じ周波数で回転するサドル形の電位が形成されため、このRF場に適切なパラメータ（振動周波数と場の強さ）を与えることで、荷電粒子はマシュー方程式に従う鞍点上の復元力によってある範囲内に留まり、実質的にトラップしておくことが可能になる。 
この鞍点は、ポテンシャル場上の荷電粒子のエネルギー {\displaystyle |E({\overrightarrow {x}})|}を最小化する。通常、パウルイオントラップについて説明する場合、粒子を二次元空間（{\displaystyle {\widehat {x}}}, {\displaystyle {\widehat {y}}}であると仮定して一般性を失わない）上に保持し、{\displaystyle {\widehat {z}}}軸方向には自由度を持つような井戸型の調和ポテンシャルをモデルとして用いる。複数の荷電粒子が鞍点上にあるようなシステムの均衡状態でも、粒子はそれぞれ{\displaystyle {\widehat {z}}}軸上を自由に移動できる。そのためは粒子は互いに反発することで{\displaystyle {\widehat {z}}}軸上の垂直構成をなし、少数の粒子の場合はイオンストライドと呼ばれる荷電粒子が直線状に連なった相を形成する。より多数の粒子を同一のトラップ内で初期化する場合はクーロン力による相互作用の複雑性が増すため、得られる相はより複雑で手に負えないものになる。また、粒子が増えるということはそれだけ個々の振動も考慮する必要があるということであり、これもまた量子系の複雑性を増やす要因となる。こうした性質が、イオントラップを用いて初期化や計算を行う上での課題となっている。  
そのため、イオントラップ内に固定された荷電粒子に対して、まずは極低温に冷却することが重要になる {\displaystyle k_{B}T\ll \hbar \omega _{z}} （→ラムディッケ領域）。 これは、 ドップラー冷却と分解サイドバンド冷却の組み合わせによって実現できる。 極低温下では重心振動モードと呼ばれる相が形成され、イオントラップの振動エネルギーが、イオンストライド上の荷電粒子の持つエネルギー固有状態によってフォノンへと量子化される。 荷電粒子のエネルギーは{\displaystyle \hbar \omega _{z}}の整数倍になる。ただし、こうした量子状態はトラップされたイオンが一緒に振動し、外部環境から完全に分離されているときにのみ発生する。イオンが適切に分離されていないと、イオンが外部の電磁場と相互作用して錯乱が発生することでランダムな動きが生じ、量子化されたエネルギー状態が破壊されるからである。  

## イオントラップ型量子計算の歴史
イオントラップを用いた制御NOT量子ゲートの最初の実装方法は、1995年にイグナシオ・シラック(en:Juan Ignacio Cirac Sasturain)とペーター・ツォラーによって提案された。 同年、NISTのある研究グループ(Ion Storage Group)がイオントラップ型の制御NOTゲートの実現に成功したことで、世界中で量子コンピュータの研究ブームが巻き起こった。 このとき従来のイオントラップに関する研究グループの多くが量子コンピューティング研究に移行したが、最近では他の研究グループも多くこの取り組みに参加している。この分野は、ここ10年間で莫大な進歩があり、イオントラップは量子計算の主要な候補として残っている。 

## 量子計算の要件

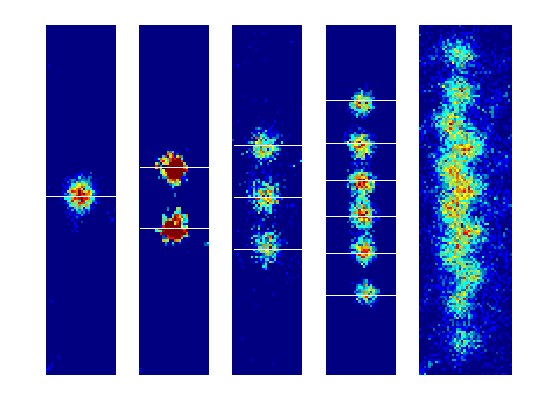
イオントラップ内のマグネシウムイオン

量子コンピュータの完全な機能要件は不明だが、一般に受け入れられている要件は多数あり、これらはディビチェンゾによって概説されている（→ディビチェンゾの基準）。 

### 量子ビット
基本的に、二つの準位で構成される量子系はどれも量子ビットを表現できる。イオンの電子状態を使用して量子ビットを形成するには、たとえば以下の方法が知られている。 
1. 超微細量子ビット　2つの基底状態の超微細準位を利用
2. 光量子ビット　基底状態レベルと励起レベルを利用

超微細量子ビットは非常に長寿命（数千から数百万年の減衰時間）であり、位相/周波数は安定している（原子周波数標準で伝統的に使用されている）。光量子ビットは、論理ゲートの動作時間（マイクロ秒のオーダー）と比較し、比較的長寿命（1秒のオーダーの減衰時間）である。 どちらの量子ビットを採用するかは、研究室での課題を大きく左右する。 

### 初期化
荷電粒子を用いた量子ビット状態は、 光ポンピングと呼ばれる過程を経ることで特定の量子ビット状態に初期化することができる。 このプロセスでは、レーザーを用い、荷電粒子をレーザーと相互作用しないエネルギー準位に減衰するような特定範囲の励起状態へとカップリングする。一度荷電粒子がこのエネルギー準位に減衰すれば、レーザーの存在下でも粒子は同じ状態に安定して留まり続ける。もしも荷電粒子が他のエネルギー準位に減衰するようであれば、その粒子を目的のエネルギー準位になるまで励起し続ける。 この初期化プロセスは多くの物理実験で標準であり、非常に高い忠実度（> 99.9％）で実行できることが知られている。このエネルギー準位はゼロフォノンと呼ばれ、量子ビット{\displaystyle |0\rangle }に対応する。
したがって、イオントラップ型量子計算システムは、ゼロフォノンを重心として持つ超微細および運動基底状態のイオンによって初期化することができる。 

### 測定
イオンに保存された量子ビットの状態の測定は非常に簡単である。 通常、レーザーは、量子ビット状態の一つだけを結合するイオンに適用される。 測定プロセス中にイオンがこの状態に減衰すると、レーザーがそれを励起し、その結果、イオンが励起状態から崩壊すると光子が放出される。 崩壊後もイオンはレーザーによって継続的に励起され、繰り返し光子を放出する。 これらの光子は、 光電子増倍管 （PMT）または電荷結合素子 （CCD）カメラで収集できる。 イオンが他の量子ビット状態に崩壊する場合、それはレーザーと相互作用せず、光子は放出されない。 収集された光子の数を数えるにより、イオンの状態を非常に高い精度（> 99.9％）で決定できる。 

### 任意角度の単一量子ビット回転
汎用量子計算の要件の一つは、単一量子ビットの状態を首尾一貫して変更できることである。 たとえば、これは0から始まる量子ビットを、ユーザーが定義した0と1の任意の重ね合わせに変換できる。 イオントラップ型システムでは、超微細量子ビットには磁気双極子遷移または誘導ラマン分光法を、光量子ビットには電気四重極遷移を使用してこれを行うことがよくある。 なお「回転」という用語は、量子ビットの純粋な状態であるブロッホ球表現を暗黙の前提としている。 ゲートの忠実度は99％を超える場合もある。 
回転演算{\displaystyle R_{x}(\theta )}、{\displaystyle R_{y}(\theta )}は、外部の電磁場の周波数を操作し、イオンを一定時間その電磁場に曝すことによって行うことができる。 これらの制御は次の形式のハミルトニアンに従う{\displaystyle H_{I}^{i}=\hbar \Omega /2(S_{+}\exp(i\phi )+S_{-}\exp(-i\phi ))} 。 ただし、{\displaystyle S_{+}}および{\displaystyle S_{-}}はそれぞれスピンの上昇、下降に対応する演算子である（→昇降演算子）。 これらの回転は、量子計算における単一量子ゲートの普遍的な構成要素である。
イオン-レーザー間の相互作用に関するハミルトニアンを得るには、 ジェーンズ・カミングスモデル(en:Jaynes–Cummings model)を適用する。 ハミルトニアンが見つかると、量子時間発展の原理により、量子ビットで実行されるユニタリ演算の式を導出できる。 このモデルでは回転波近似(en:rotating wave approximation)を利用するものの、イオントラップ型量子計算の目的には効果的であることが知られている。 

### 2入力量子もつれゲート
1995年にCiracとZollerによって提案された制御NOTゲートに加えて、多くの同等だがより堅牢な方式が提案され、実験的に実装されている。 Garcia-Ripoll, Cirac, Zollerによる最近の理論的研究は、量子もつれゲートの速度に基本的な制限はないことを示しているが、この衝撃的な原理（1マイクロ秒より高速）のゲートはまだ実験的に実証されていない。 なお、これらの実装の忠実度は99％超である。 

### スケーラブルなイオントラップの設計
量子コンピュータは、困難な計算上の問題を解決するために、一度に多くの量子ビットを初期化、格納、および操作できる必要がある。 ただし、前述のように、計算能力を維持しながら、有限数の量子ビットを各イオントラップに格納することは容易ではない。 したがって、1つのトラップから別のトラップに情報を転送できる相互接続されたイオントラップを設計する必要がある。 イオンは、同じ相互作用領域から個々のストレージ領域に分離され、それらの内部状態に保存されている量子情報を失うことなく一緒に戻すことができる。 イオンは、丁字型接合でコーナーを曲がるように作成することもできるため、これは2次元トラップアレイ設計を可能にする。 半導体製造技術も新世代のトラップを製造するために採用されており、「チップ上のイオントラップ」を実現している。 一例は、キールピンスキー、モンロー、ワインランドによって設計された量子電荷結合素子（QCCD）である 。QCCDは、量子ビットを保存および操作するための指定された領域を持つ電極の迷路に似ている。 
電極によって生成された可変電位は、特定の領域でイオンをトラップし、それらを輸送チャネルを介して移動させることができるため、単一のトラップにすべてのイオンを封じ込める必要がなくなる。 QCCDのメモリ領域のイオンは操作から分離されているため、それらの状態に含まれる情報は後で使用するために保持される。 2つのイオン状態をもつものを含むゲートは、この記事ですでに説明した方法で相互作用領域の量子ビットに適用される。

#### デコヒーレンス
相互接続されたトラップ内の領域間でイオンが輸送され、不均一な磁場にさらされると、量子デコヒーレンスが次の式の形で発生する可能性がある（→ゼーマン効果）。  これは、量子状態の相対位相を効果的に変更する。 上向き矢印と下向き矢印は、一般的な重ね合わせ量子ビット状態、この場合はイオンの基底状態と励起状態に対応する。 
{\displaystyle \left|\uparrow \right\rangle +\left|\downarrow \right\rangle \longrightarrow \exp(i\alpha )\left|\uparrow \right\rangle +\left|\downarrow \right\rangle }
加算された相対位相は、トラップの物理的な動きまたは意図しない電界の存在から発生する可能性がある。 ユーザがパラメータαを決定できる場合、相対位相を補正するための既知の量子情報処理が存在するため、このデコヒーレンスの処理は比較的簡単である 。しかし、磁場との相互作用によるαは経路に依存するため、問題は非常に複雑である。 相対位相のデコヒーレンスをイオントラップに導入できる複数の方法を考えると、デコヒーレンスを最小化する新しい基準でイオン状態を再考することは、問題を排除する一つの方法である可能性がある。 
デコヒーレンスに対抗する一つの方法は、量子状態を{\displaystyle \left|\uparrow \downarrow \right\rangle }および{\displaystyle \left|\downarrow \uparrow \right\rangle } を基底状態として使用するデコヒーレンスフリー部分空間（DFS）を用いて表現することである。 DFSは実際には2つのイオン状態の部分空間であり、両方のイオンが同じ相対位相を取得する場合、DFS内の全体の量子状態は影響を受けない。

### ディビチェンゾの基準に関する全体的な分析
イオントラップ型量子コンピューターは、理論的には量子コンピューティングに関するディビチェンゾの基準のすべてを満たしているものの、システムの実装は非常に困難な場合がある。 イオントラップ型量子計算が直面する主な課題は、イオンの運動状態の初期化と、フォノン状態の比較的短い寿命である 。デコヒーレンスはまた、除去が困難であることが判明し、量子ビットが外部環境と望ましくない相互作用をするときに引き起こされる。

## CNOTゲートの実装
CNOT（制御NOT）ゲートと回転の組み合わせにより任意の量子ゲートを構成できることが知られているため、 CNOTゲートは量子計算にとって重要な構成要素である。イオントラップ型量子コンピュータがこの演算を実行できることが重要である。ただし、これは以下の三つの要件を満たす必要がある。 
まず、トラップイオン量子コンピューターは、「任意の単一量子ビット回転」節ですでに説明した、量子ビットで任意の回転を実行できる必要がある。 
CNOTの二つ目の要件は、制御された位相反転ゲートまたは制御Zゲートである（→量子論理ゲート）。 イオントラップ型量子コンピュータでは、フォノン重心の状態が制御量子ビットとして機能し、イオンの内部原子スピン状態が作用対象の量子ビットである。 フォノン量子ビットが{\displaystyle |1\rangle }の場合に、対象の量子ビットの位相が反転する。 
最後に、イオントラップ型CNOTゲートではイオン状態とフォノン状態の両方を用いるため、これら二つに作用するSWAPゲートを実装する必要がある。 
他にCNOTゲートを表現する代替となる仕組みとしては、Chuangの「量子計算と量子情報」(Quantum Computation and Quantum Information)」 、およびCiracとZollerの「冷却されたイオントラップによる量子計算」(Quantum Computation with Cold_trapped Ions)に示されている方法などがある 。 

## 他の情報源
- Wineland, D. J.; Monroe, C.; Itano, W. M.; Leibfried, D.; King, B. E.; Meekhof, D. M. (1998). “Experimental Issues in Coherent Quantum-State Manipulation of Trapped Atomic Ions”. Journal of Research of the National Institute of Standards and Technology 103 (3):  259. arXiv:quant-ph/9710025. doi:10.6028/jres.103.019.
- Leibfried, D; Blatt, R; Monroe, C; Wineland, D (2003). “Quantum dynamics of single trapped ions”. Reviews of Modern Physics 75 (1):  281–324. Bibcode: 2003RvMP...75..281L. doi:10.1103/revmodphys.75.281.
- Steane, A. (1997). “The ion trap quantum information processor”. Appl. Phys. B. 64 (6):  623–643. arXiv:quant-ph/9608011. Bibcode: 1996ApPhB..64..623S. doi:10.1007/s003400050225.
- Monroe, C. (1995). “Demonstration of a Fundamental Quantum Logic Gate”. Phys. Rev. Lett. 75 (25):  4714–4717. Bibcode: 1995PhRvL..75.4714M. doi:10.1103/physrevlett.75.4714. PMID 10059979.
- トラップイオン型コンピュータ(arxiv.org; 英語)
- Friedenauer, A.; Schmitz, H.; Glueckert, J. T.; Porras, D.; Schaetz, T. (2008). “Simulating a quantum magnet with trapped ions”. Nature Physics 4 (10):  757–761. Bibcode: 2008NatPh...4..757F. doi:10.1038/nphys1032.
- Moehring, D. L.; Maunz, P.; Olmschenk, S.; Younge, K. C.; Matsukevich, D. N.; Duan, L.-M.; Monroe, C. (2007). “Entanglement of single-atom quantum bits at a distance”. Nature 449 (7158):  68–71. Bibcode: 2007Natur.449...68M. doi:10.1038/nature06118. PMID 17805290.
- Stick, D.; Hensinger, W. K.; Olmschenk, S.; Madsen, M. J.; Schwab, K.; Monroe, C. (2006). “Ion trap in a semiconductor chip”. Nature Physics 2 (1):  36–39. arXiv:quant-ph/0601052. Bibcode: 2006NatPh...2...36S. doi:10.1038/nphys171.
- Leibfried, D.; Knill, E.; Seidelin, S.; Britton, J.; Blakestad, R. B.; Chiaverini, J.; Hume, D. B.; Itano, W. M. et al. (2005). “Creation of a six-atom 'Schrödinger cat' state”. Nature 438 (7068):  639–642. Bibcode: 2005Natur.438..639L. doi:10.1038/nature04251. PMID 16319885.
- Häffner, H.; Hänsel, W.; Roos, C. F.; Benhelm, J.; Chek-al-kar, D.; Chwalla, M.; Körber, T.; Rapol, U. D. et al. (2005). “Scalable multiparticle entanglement of trapped ions”. Nature 438 (7068):  643–646. arXiv:quant-ph/0603217. Bibcode: 2005Natur.438..643H. doi:10.1038/nature04279. PMID 16319886.
- Chiaverini, J.; Britton, J.; Leibfried, D.; Knill, E.; Barrett, M. D.; Blakestad, R. B.; Itano, W.M.; Jost, J.D. et al. (2005). “Implementation of the semiclassical quantum Fourier transform in a scalable system”. Science 308 (5724):  997–1000. Bibcode: 2005Sci...308..997C. doi:10.1126/science.1110335.
- Blinov, B. B.; Moehring, D. L.; Duan, L.- M.; Monroe, C. (2004). “Observation of entanglement between a single trapped atom and a single photon”. Nature 428 (6979):  153–157. Bibcode: 2004Natur.428..153B. doi:10.1038/nature02377.
- Chiaverini, J.; Leibried, D.; Schaetz, T.; Barrett, M. D.; Blakestad, R. B.; Britton, J.; Itano, W.M.; Jost, J.D. et al. (2004). “Realization of quantum error correction”. Nature 432 (7017):  602–605. Bibcode: 2004Natur.432..602C. doi:10.1038/nature03074. PMID 15577904.
- Riebe, M.; Häffner, H.; Roos, C. F.; Hänsel, W.; Benhelm, J.; Lancaster, G. P. T.; Körber, T. W.; Becher, C. et al. (2004). “Deterministic quantum teleportation with atoms”. Nature 429 (6993):  734–737. Bibcode: 2004Natur.429..734R. doi:10.1038/nature02570. PMID 15201903.
- Barrett, M. D.; Chiaverini, J.; Schaetz, T.; Britton, J.; Itano, W.M.; Jost, J.D.; Knill, E.; Langer, C. et al. (2004). “Deterministic quantum teleportation of atomic qubits”. Nature 429 (6993):  737–739. Bibcode: 2004Natur.429..737B. doi:10.1038/nature02608. PMID 15201904.
- Roos, C. F.; Riebe, M.; Häffner, H.; Hänsel, W.; Benhelm, J.; Lancaster, G. P. T.; Becher, C.; Schmidt-Kaler, F. et al. (2004). “Control and measurement of three-qubit entangled state”. Science 304 (5676):  1478–1480. Bibcode: 2004Sci...304.1478R. doi:10.1126/science.1097522.